# رون ديفيز (ملحن)
رون ديفيز (بالإنجليزية: Ron Davies)‏ هو ملحن ومغن مؤلف أمريكي، ولد في 15 يناير 1946 في شريفبورت في الولايات المتحدة، وتوفي في 30 أكتوبر 2003 في ناشفيل في الولايات المتحدة بسبب نوبة قلبية.

## وصلات خارجية
- رون ديفيز على موقع IMDb (الإنجليزية)
- رون ديفيز على موقع ميوزك برينز (الإنجليزية)
- رون ديفيز على موقع إن إن دي بي (الإنجليزية)
- رون ديفيز على موقع أول ميوزيك (الإنجليزية)
- رون ديفيز على موقع ديسكوغز (الإنجليزية)